# Filippo Galli
Filippo Galli (ur. 19 maja 1963 w Monzy) – włoski piłkarz występujący na pozycji obrońcy.

## Kariera klubowa
Galli zawodową karierę rozpoczynał w klubie A.C. Milan. W debiutanckim sezonie 1981/1982 nie rozegrał tam ani jednego spotkania. Na sezon 1982/1983 został wypożyczony do trzecioligowej Pescary Calcio. W 1983 roku powrócił do Milanu. W 1988 roku zdobył z klubem mistrzostwo i Puchar Włoch. W 1989 roku oraz 1990 roku wygrywał z Milanem Puchar Mistrzów, Superpuchar Europy, a także Puchar Interkontynentalny. W kolejnych latach Galli zdobył z klubem cztery mistrzostwa Włoch (1992, 1993, 1994, 1996), trzy Puchary Włoch (1992, 1993, 1994), Ligę Mistrzów (1994) oraz Superpuchar Europy (1994). W Milanie spędził w sumie 15 lat. W tym czasie rozegrał tam 217 ligowych spotkań i zdobył 3 bramki.
W 1996 roku odszedł do beniaminka ekstraklasy – AC Reggiany 1919. W pierwszym sezonie zajął z klubem ostatnie, osiemnaste miejsce w lidze i spadł z nim do Serie B. W Reggianie grał jeszcze rok. W sumie wystąpił tam w 54 ligowych meczach i strzelił 2 gole. W 1998 roku przeszedł do innego drugoligowca – Brescii Calcio. W 2000 roku awansował z tym klubem do pierwszej ligi. W tym klubie spędził trzy sezony. Łącznie rozegrał tam 93 spotkania i zdobył 2 bramki.
W 2001 roku podpisał kontrakt z angielskim Watfordem występującym w Division Two. W barwach Watfordu zadebiutował 11 sierpnia 2001 w przegranym 0:3 ligowym meczu z Manchesterem City. Przez cały sezon zagrał tam w lidze 28 razy i zdobył jedną bramkę, a po jego zakończeniu powrócił do Włoch. Został tam zawodnikiem A.C. Pro Sesto, w którym w 2004 roku zakończył karierę.

## Kariera reprezentacja
W latach 1984–1987 Galli rozegrał 7 spotkań w reprezentacji Włoch U-21. Był uczestnikiem Mistrzostw Europy U-21 1984, na których Włosi dotarli do półfinału, ale ulegli tam 2:3 Anglii. Został także powołany do kadry na letnie igrzyska olimpijskie w 1984 roku. Jego reprezentacja zajęła na niej czwarte miejsce.

## Po zakończeniu kariery
W 2006 roku Galli został trenerem drużyny U-20 A.C. Milanu. W 2008 roku został asystentem menedżera pierwszej drużyny Milanu (wówczas Carlo Ancelottiego).